# Leerfahrt

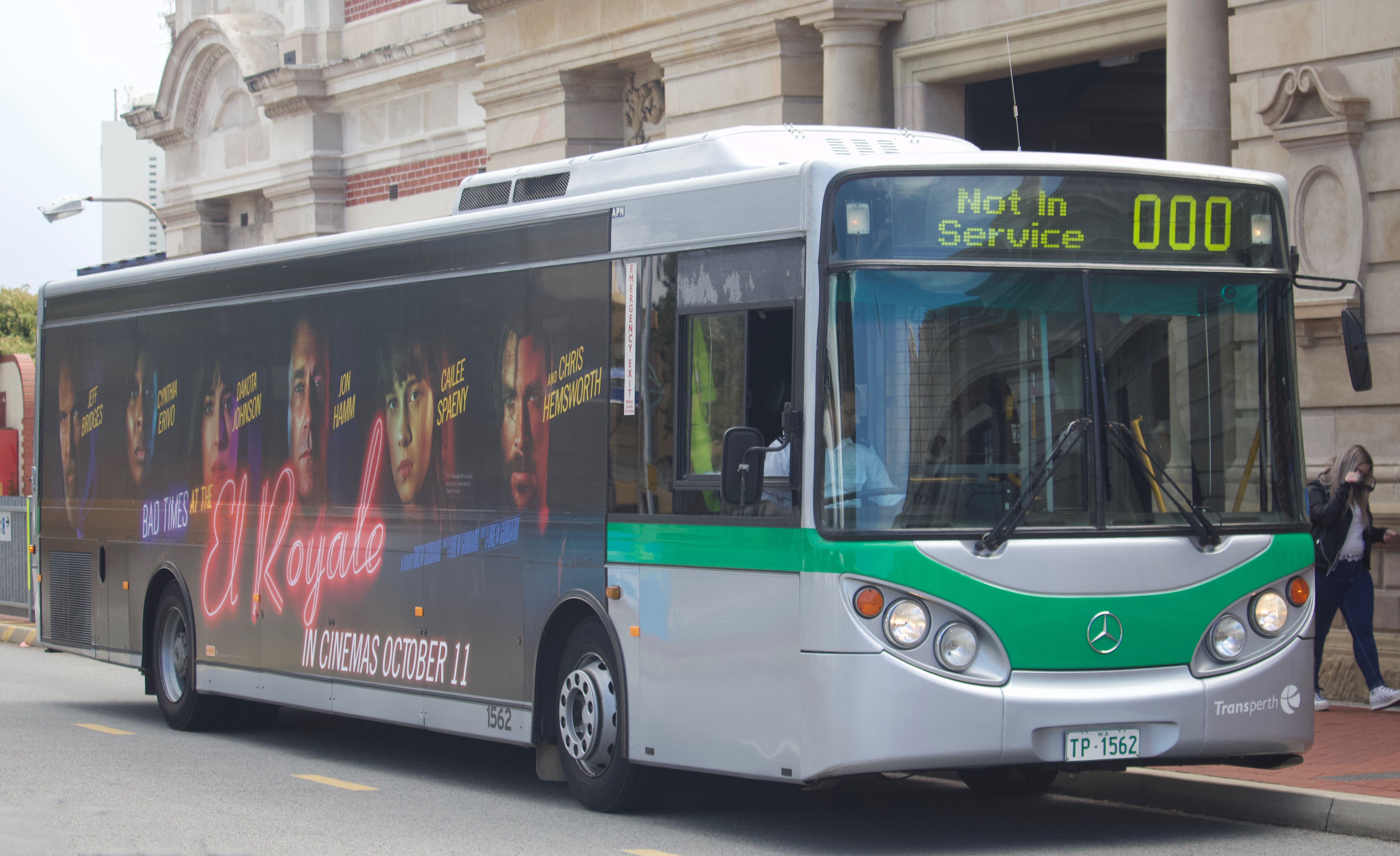
Ein Linienbus in Perth mit der Anzeige „Not In Service“ führt eine Leerfahrt durch.

Als Leerfahrt wird in der Logistik und im Transportwesen eine Fahrt mit einem Transportmittel bezeichnet, das völlig ohne Passagiere oder Transportgüter unterwegs ist. Gegensatz ist die Lastfahrt.

## Arten
Typische Leerfahrten sind die Hinfahrten zu einem Abfahrtort oder die Rückfahrten von einem Bestimmungsort, an dem Frachtgut abgeliefert wurde oder Fahrgäste ausstiegen, ohne dass neues Frachtgut oder neue Fahrgäste übernommen wurden. Das gilt für die Frachtgüter/Fahrgäste aller Transportmittel wie Eisenbahnen, Flugzeuge, Omnibusse, Schiffe, Straßenbahnen oder Taxis.  
Im Eisenbahnverkehr heißt die Leerfahrt „Leerzug“, beim Luftverkehr „Leerflug“; typischer Leerflug ist der Überführungsflug. In der Schifffahrt gibt es keine besondere Bezeichnung.  

## Transportproblem
Das Transportproblem ist ein Optimierungsproblem, bei dem zum Transport einheitlicher Transportgüter von mehreren Angebots- zu mehreren Nachfrageorten bei gegebener Ladekapazität ein kostenminimaler Plan aufzustellen ist, wobei die vorhandenen und zu liefernden Mengen an den einzelnen Standorten gegeben sowie die jeweiligen Transportkosten pro Einheit zwischen allen Standorten bekannt sind. Neben diesen Prämissen kann das Transportproblem um unterstellte Leerfahrten erweitert werden. Im Anschluss an das Transportproblem sind die Nutz- und Leerfahrten durch theoretische Kombination zu Routen zusammenzustellen, die mit dem gleichen ursprünglichen Ausgangsort eines Fahrzeugs beginnen und enden.

## Wirtschaftliche Aspekte
Betriebswirtschaftlich kann die Leerfahrt als ein Rüsten oder eine Bereitstellungsfahrt angesehen werden; das Transportmittel ist ohne Transportgut unterwegs. Der Umlaufplan von Fahrzeugen sieht insoweit Nutz- und Leerfahrten vor.
Eines der Hauptziele in der Logistik ist allerdings die Minimierung oder Vermeidung von Leerfahrten, um eine günstige Kostendeckung durch einen hohen Deckungsbeitrag zu erreichen. Deshalb muss die Disposition der Fahrzeuge und der Lagerung optimiert werden, die eine bessere Aufteilung des Lagerbestands auf Transportfahrzeuge zum Ziel hat. Leerfahrten haben lediglich einen Vorteil, denn sie erhöhen die Reichweite des Transportmittels durch geringere zulässige Gesamtmasse.
Die betriebswirtschaftliche Kennzahl des Auslastungsgrades (genauer: der Unterbeschäftigung) spielt insbesondere bei Unternehmen mit hohem Fixkostenanteil eine große Rolle. Dazu gehören unter anderem der Automobilbau, Flugzeugbau, Schiffbau oder Transportunternehmen. Letztere unterscheiden die gewichtsmäßige, volumenmäßige (räumliche), zeitliche und entfernungsspezifische Auslastung der Transportmittel. Ihr Auslastungsgrad wird im Frachtgeschäft Ladetonnenkilometer {\displaystyle LTK}genannt:
{\displaystyle {\text{LTK}}={\frac {\text{tatsächliche LTK}}{\text{maximal mögliche LTK}}}\cdot 100\,\%}.
Je höher der Auslastungsgrad, umso geringer sind die Leerkosten. Es ist deshalb sinnvoll, Leerfahrten zu vermeiden und auch die Rückfahrt auszulasten. Bei volumenintensivem Frachtgut wie Elektronikgeräten wird die gewichtsmäßige Maximalauslastung bei voller Volumennutzung nicht erreicht, so dass es sinnvoller ist, die Größe Volumenkilometer zu wählen.
Die zeitliche Auslastung eines Transportmittels ergibt sich aus dem Verhältnis
{\displaystyle {\text{Zeitliche Auslastung}}={\frac {\text{Ist-Zeit des Transportmittels}}{\text{maximal mögliche Zeitnutzung}}}\cdot 100\,\%}.
Im Luftverkehr unterscheidet man zwischen dem Sitzladefaktor (Passagierluftfahrt) und dem Nutzladefaktor (Luftfracht): 
{\displaystyle {\text{Sitzladefaktor}}={\frac {\text{verkaufte Sitzplatzkilometer}}{\text{angebotene Sitzplatzkilometer}}}\cdot 100\,\%}.
Der Sitzladefaktor sagt einerseits aus, ob die eingesetzte Luftflotte effizient genutzt wird oder ob gar die Kapazitätsgrenzen erreicht werden.
{\displaystyle {\text{Nutzladefaktor}}={\frac {\text{verkaufte Tonnenkilometer}}{\text{angebotene Tonnenkilometer}}}\cdot 100\,\%}.
Sitzladefaktor und Nutzladefaktor werden zum Ladefaktor zusammengefasst. Der Ladefaktor ist abhängig von der Produktivität der Airline, vom eingesetzten Flugzeugtyp (Größe) und dem Tarif-Mix (Anteil der Sondertarife, First Class, Economy Class usw.).  
Bei Leerfahrten ist der Auslastungsgrad „Null“ und die Leerkosten betragen 100 %, so dass keine Nutzkosten vorhanden sind. Dabei hängt die Frage der Leerkosten davon ab, wie die Betriebsleistung definiert wird. Sind nämlich Leerfahrten zur Erstellung der Betriebsleistung erforderlich, so sind die damit verbundenen Kosten Nutzkosten. Im Falle der Preiskalkulation auf Grundlage der Grenzplankostenrechnung darf als Betriebsleistung nur die Nutzfahrt angesehen werden.
Ein durch Leerfahrten entstehendes Kostenrisiko tritt beim Charterverkehr nicht auf, da bei Nicht-Erreichen einer bestimmten Zahl von Passagieren oder Fracht der Personen- oder Gütertransport gemäß Beförderungsbedingungen abgesagt werden kann. 